# La Dame en couleurs
Pour plus de détails, voir Fiche technique et Distribution.
 La Dame en couleurs  est le dernier long métrage du cinéastre québécois Claude Jutra produit en 1985. Le film fut un échec commercial.

## Synopsis
Des enfants ont été enfermés dans un énorme hôpital psychiatrique. Ils n’étaient pas malades. Ils étaient sans parents comme les orphelins de Duplessis. À l’intérieur des murs de l’hôpital, au sous-sol, dans un lieu secret accessible par une enfilade de tunnels, ils ont créé une société parallèle. Ils ont leurs règles, leurs coutumes, leurs rites. Agnès, malgré son jeune âge, dirige cette société de l’ombre. À la suite de la disparition d’un enfant malade et mourant, l’hôpital soupçonne les enfants. Entre leur société et celle de l’hôpital psychiatrique c’est le conflit. On va explorer le sous-sol, chercher les enfants, les arracher à leur monde qui sera anéanti.

## Fiche technique
- Réalisation : Claude Jutra
- Production : Pierre Lamy
- Scénario : Louise Rinfret et Claude Jutra
- Photographie : Thomas Vamos
- Montage : Claire Boyer

## Distribution
- Charlotte Laurier : Agnès Laberge
- Gilles Renaud : Barbouilleux (peintre)
- Paule Baillargeon : Sœur Gertrude
- Françoise Berd : Mme Dupuis
- Ginette Boivin : Sœur Sainte-Anne
- Lisette Dufour : Françoise
- Muriel Dutil : Sœur Joseph-Albert
- Ariane Frédérique : Gisèle
- Johanne Harrelle : Sœur Julienne
- Sylvie Heppel : Sœur Sainte-Marie
- Rita Lafontaine : Sœur Honorine
- Nicole Leblanc : Sœur Béatrice
- Guillaume Lemay-Thivierge : Ti-Cul
- Jean-François Lesage : Ti-Loup
- Hubert Loiselle : Le docteur Dubé
- Grégory Lussier : Denis Tremblay
- Monique Mercure : Mère Supérieure
- François Méthé : Sébastien
- Patricia Nolin : Agnès Laberge à 40 ans
- Christine Olivier : Sœur Hélène
- Gisèle Schmidt : Mme Grégoire
- Mario Spénard : Régis

## Distinctions

### Nominations
- 1986 : Prix Génie pour la meilleure réalisation à Claude Jutra
- 1986 : Prix Génie pour le meilleur montage sonore à Adrian Croll, Jean-Pierre Joutel et Richard Besse
- 1986 : Prix Génie pour la meilleure actrice dans un rôle principal à Charlotte Laurier
- 1986 : Prix Génie pour le meilleur scénario à Louise Rinfret et Claude Jutra